# La sombra de Safo
La sombra de Safo es una película en blanco y negro de Argentina, dirigida por Julio Porter, sobre el guion de José María Fernández Unsain y Alfredo Ruanova con diálogos adicionales de César Tiempo, que se estrenó el 5 de septiembre de 1957 y que tuvo como protagonistas a Mecha Ortiz, Roberto Escalada, Santiago Gómez Cou, Pedro Laxalt, Hilda Rey y Diana Maggi. Algunos fragmentos de la Safo original dirigida por Carlos Hugo Christensen en 1943 funcionan a modo de flashback en esta tardía secuela.

## Sinopsis
Un periodista extorsiona a una mujer con las viejas cartas de su examante para que un político no triunfe.

## Reparto
- Mecha Ortiz
- Roberto Escalada
- Santiago Gómez Cou
- Pedro Laxalt
- Hilda Rey
- Diana Maggi
- Juan Carlos Barbieri
- José Ruzzo
- Pascual Nacaratti
- Leonor Rivori
- Ana Gryn
- Nelly Cobella
- Alicia Firpo
- Sara Rudoy
- Nilda Colom
- Pablo Cumo
- Nora Mayol
- Antonio Najle
- Margarita Galán
- Román Sucre

## Comentarios
Roland en Crítica opinó:

”Todo tiempo pasado fue mejor…el film de Porter no es, en verdad, ni la sombra de Safo.”